# Saint-Martin-sous-Montaigu
Saint-Martin-sous-Montaigu település Franciaországban, Saône-et-Loire megyében. Lakosainak száma 328 fő (2022. január 1.). Saint-Martin-sous-Montaigu Mercurey, Mellecey, Saint-Denis-de-Vaux, Saint-Jean-de-Vaux és Saint-Mard-de-Vaux községekkel határos.

## Népesség
A település népessége az elmúlt években az alábbi módon változott:
| Lakosok száma | 368  | 372  | 382  | 353  | 344  | 340  | 340  | 337  | 328  |
|               | 2013 | 2015 | 2016 | 2017 | 2018 | 2019 | 2020 | 2021 | 2022 |